# العطف (يافع)

تعديل مصدري - تعديل

العطف هي إحدى قرى عزلة لبعوس بمديرية يافع التابعة لمحافظة لحج، بلغ تعداد سكانها 205 نسمة حسب تعداد اليمن لعام 2004.